# Divlja artičoka
Divlja artičoka, karda, lat. Cynara cardunculus) je biljka iz porodice glavočika koja se uzgaja kod nas i u svijetu zbog prehrambenih razloga, kao i za uporabu u medicinske svrhe. Naraste od 0,8 - 2 m. Oko središnje stabljike (koja je u donjem dijelu često odrvenjela, posebno kod većih i starijih biljaka) naizmjenično rastu listovi dugi do 80 cm, perasto razdjeljeni. Listovi su srebrnozelene boje, na naličju dlakavi, pa čak i bodljikavi. 

## Naziv
Iako prevladava međunarodni naziv artičoka - koji dolazi iz arapskog ardi-shoki (ارضي شوكي) u hrvatskom jeziku je u upotrebi i domaći naziv: gardun, naročito u okolici Slanoga, gdje se ova biljka naveliko uzgaja. Gotovo da nema vrta ili polja koji svojim rubom nema zasađene gardune. Smatra se da ime gardun dolazi iz davnina, od riječi starih Rimljana (carduus) ili od latinskog naziva (cardunculus) kojima je izgovor slova K prešao u G.

## Rasprostranjenost
Gardun je rasprostranjen u južnoj Europi i po cijelom Mediteranu, kao i na Kanarskim otocima. Ova područja se smatraju i njegova prapostojbina, a danas se uzgaja i u Australiji, Novom Zealandu, SAD-u, Središnjoj Americi, Južnoj Americi, na jugu Afrike itd. U Hrvatskoj se uzgaja većinom u Dalmaciji.

## Povijest
| energetska vrijednost | 220   | kJ |
| bjelančevina          | 2.89  | g  |
| masti                 | 0.34  | g  |
| ugljikohidrata        | 11.95 | g  |
| vlakna                | 8.6   | g  |
| šećera                | 0.99  | g  |
| glukoze               | 0.24  | g  |
| fruktoze              | 0.02  | g  |
| željeza               | 0.61  | mg |
| mangana               | 0.225 | mg |
| kalcija               | 21    | mg |
| magnezija             | 42    | mg |
| fosfora               | 73    | mg |
| kalija                | 276   | mg |
| cinka                 | 0.4   | mg |
| vitC                  | 7.4   | mg |
| pantotenske kiseline  | 0.240 | mg |
| vitamina B6           | 0.081 | mg |
| folne kiseline        | 89    | ug |
| tiamina               | 0.05  | mg |
| riboflavina           | 0.089 | mg |
| niacina               | 0.111 | mg |

Smatra se da gardun potječe iz područja južne Europe i Mediterana, iako mu je prava pradomovina nepoznata. Gardun se uzgaja još od vremena starih Grka, kada je bio uzgajan na Siciliji pod imenom kaktos. Rimljani su preuzeli tradiciju uzgajanja garduna od Grka. U islamskom svijetu, u području Magreba također se uzgajao gardun. Postoje dokazi da se gardun uzgajao oko Napulja u devetom stoljeću, a po legendi, u Francusku ju je uvela kraljica Katarina Medici ("na jednom vjenčanju je jela toliko da je mislila da će umrijeti, a uhvatio ju je i proljev. Rekli su da je to od jedenja previše garduna." - Pierre de L'Estoile, 19. lipnja 1576.)

## Medicinska upotreba
Sušeni listovi i dijelovi stabljike se upotrebljavaju za izradu čaja, koji se koristi u medicini za pospješivanje izlučivanja žuči. Cynarin, sastojak garduna se danas upotrebljava kao lijek u tu svrhu.